# The North Borders
| Recensione | Giudizio |
| ---------- | -------- |
| AllMusic   |          |

The North Borders è il quinto album discografico in studio del musicista Bonobo, pubblicato nel marzo 2013 in formato digitale e nel mese seguente in CD. Ha raggiunto la posizione numero 29 della Official Albums Chart.

## Tracce
1. First Fires (featuring Grey Reverend) – 4:38
2. Emkay – 5:25
3. Cirrus – 5:52
4. Heaven for the Sinner (feat. Erykah Badu) – 4:09
5. Sapphire – 4:47
6. Jets – 4:34
7. Towers (feat. Szjerdene) – 3:36
8. Don't Wait – 5:17
9. Know You – 4:05
10. Antenna – 3:32
11. Ten Tigers – 4:03
12. Transits (feat. Szjerdene) – 4:20
13. Pieces (feat. Cornelia) – 4:27